# Madeira Island Open 2013
Het Madeira Islands Open is een golftoernooi dat in 2013 deel uitmaakt van de Europese Challenge Tour en de Europese PGA Tour. De 21ste editie van dit toernooi wordt gespeeld van 16-19 mei op de baan van de Santo de Serra Golf Club.
Het prijzengeld is € 600.000. Dat is na het Saint-Omer Open het laagste prijzengeld van het hele jaar, omdat het toernooi geen belangrijke spelers trekt. In dezelfde week wordt het Wereldkampioenschap matchplay gespeeld, dat in 2013 voor het eerst buiten Engeland plaatsvindt. Het is echter een geliefd toernooi bij de subtop, want de winnaar krijgt twee jaar lang speelrecht op de Europese Tour. Dit overkwam Robert-Jan Derksen in 2005.
Titelverdediger is Ricardo Santos, die met -22 de laagste score in de geschiedenis van dit toernooi maakte. Hij was de tweede Portugese speler die een toernooi won op de Europese Tour na Daniel Silva, die in 1992 het Jersey Open won, en werd ten slotte Rookie of the Year.

## Verslag
De par van de baan is 72, het baanrecord is 59 en staat sinds 2011 op naam van Nuno Henriques die toen nog als amateur lid van deze club was.

### Ronde 1
Voormalig Walker Cup-speler Lloyd Saltman, die als eerste afsloeg, had nog geen last van de straffe wind die later opstak. Hij opende met een ronde van 64 (zonder eagle), maakte slechts 25 putts en werd clubhouse leader. Richard Bland maakte een ronde van 66 en werd 2de. Tim Sluiter was de enige Nederlandse speler die onder par bleef. Robert-Jan Derksen behoorde tot de zeven spelers die de meest accurate afslagen produceerde, maar hij had 30 putts nodig en maakte vier bogeys. In het Engels zegt men: "Drive for show, putt for dough".

### Ronde 2
Ronde 2 werd al vroeg onderbroken door dichte mist en stopte net voordat alle spelers binnen waren. Het was de hele dag koud, regenachtig en winderig. Craig Lee stond urenlang aan de leiding met -9 totdat Peter Uihlein op hole 12 naar -10 ging (8 birdies en een eagle). Op hole 15 en 16 maakte Uihlein een bogey waarna Craig Lee weer terug aan de leiding was.

Besseling en Saxton hebben de cut niet gehaald, Sluiter staat veilig op -1 en Derksen stond na 11 holes even op -5 en daarmee op een gedeeld 8ste plaats, maar zakte daarna weer iets af. 

Chris Doak maakte op hole 11, een par 5 van 523 meter, een albatros. Twee van de drie amateurs hebben de cut gehaald, Gonçalo Pinto staat met -1 op een gedeeld 25ste plaats, net als Sluiter.

### Ronde 3
De laatste groep speler bestond uit Craig Lee, Peter Uihlein en Mark Tullo, en om de beurt stonden ze aan de leiding. Ten slotte maakte Tullo een birdie op hole 17 om de derde ronde als leider te eindigen.

### Ronde 4
In de laatste partij speelden Craig Lee, Mark Tullo en Peter Uihlein. Tullo maakte een hole-in-one op hole 4, een par 3 van 185 meter maar ze gingen redelijk gelijk op, totdat Lee een dubbel bogey op hole 12 maakte en Tullo en Peter Uihlein na hole 13 met -14 alleen aan de leiding kwamen samen met Morten Ørum Madsen, die in de partij voor hen speelde. Toen Madsen op hole 16 zijn 8ste birdie maakte, nam hij de leiding over, maar op hole 18 maakte hij en dubbelbogey en gaf de leiding weer weg. Peter Uihlein behaalde zijn eerste professionale overwinning en mag twee jaar op de Europese Tour spelen.
- Scores

| Naam               | Score R1 | Score R1 | Nr   | Score R2 | Score R2 | Totaal | Nr  | Score R3 | Score R3 | Totaal | Nr  | Score R4 | Score R4 | Totaal | Nr  |
| ------------------ | -------- | -------- | ---- | -------- | -------- | ------ | --- | -------- | -------- | ------ | --- | -------- | -------- | ------ | --- |
| Peter Uihlein      | 72       | par      | T39  | 64       | -8       | -8     | T2  | 69       | -3       | -11    | T2  | 68       | -4       | -15    | 1   |
| Morten Ørum Madsen | 72       | par      | T39  | 69       | -3       | -3     | T11 | 68       | -4       | -7     | T4  | 68       | -4       | -13    | T2  |
| Mark Tullo         | 67       | -5       | T3   | 69       | -3       | -8     | T2  | 68       | -4       | -12    | 1   | 71       | -1       | -13    | T2  |
| Craig Lee          | 67       | -5       | T3   | 68       | -4       | -9     | 1   | 70       | -2       | -11    | T2  | 71       | -1       | -12    | 4   |
| Richard Bland      | 66       | -6       | 2    | 75       | +3       | -3     | T11 | 70       | -2       | -5     | T8  | 68       | -4       | -9     | T5  |
| Robert-Jan Derksen | 72       | par      | T39  | 69       | -3       | -3     | T11 | 72       | par      | -3     | T19 | 71       | -1       | -4     | T19 |
| Tim Sluiter        | 71       | -1       | T24  | 72       | par      | -1     | T25 | 72       | par      | -1     | T37 | 69       | -3       | -4     | T19 |
| Lloyd Saltman      | 64       | -8       | 1    | 75       | +3       | -5     | T8  | 74       | +2       | -3     | T19 | 74       | +2       | -1     | T37 |
| Thomas Levet       | 70       | -2       | T9   | 67       | -5       | -7     | 4   | 75       | +3       | -4     | T12 | 78       | +6       | +2     | T51 |
| Wil Besseling      | 78       | +6       | T140 | 72       | par      | +6     | MC  |          |          |        |     |          |          |        |     |
| Reinier Saxton     | 81       | +9       | T152 | 76       | +4       | +13    | MC  |          |          |        |     |          |          |        |     |

| Leider |  | Toernooirecord |  | MC = missed cut = cut gemist |  | DQ = disqualified |

## Spelers
| - Carlos Aguilar - Björn Åkesson - Byeong-hun An - Phillip Archer - Scott Arnold - HP Bacher - Jason Barnes - Oliver Bekker - Seve Benson - Richard Bland - Gary Boyd - Christophe Brazillier - Markus Brier - Daniel Brooks - François Calmels - Guillaume Cambis - Jorge Campillo - Marco Crespi - Eduardo de la Riva - Jens Dantorp - Rhys Davies - Eduardo de la Riva - Carlos Del Moral - Matteo Delpodio - Robert Dinwiddie - David Dixon - Chris Doak - Augustin Domingo - Nick Dougherty - Paul Dwyer - Simon Dyson - Pelle Edberg - Jamie Elson - Kenneth Ferrie - Klas Eriksson - Peter Erofejeff - Trevor Fisher Jr - Oscar Florén - Charlie Ford - Jordi García del Moral - Jordi García Pinto | - Daniel Gaunt - Adam Gee - Max Glauert - Jacob Glennemo * - Luke Goddard - David Griffiths - JB Hansen - Søren Hansen - Andreas Hartø - Thomas Haylock - Peter Hedblom - Scott Henry - David Higgins - Gary Houston - Jamie Howarth - Sam Hutsby - Daniel Im - Lasse Jensen - Roope Kakko - Alexandre Kaleka - Shiv Kapur - Rikard Karlberg - Dodge Kemmer - Chan Kim - Sihwan Kim - Brooks Koepka - Mikko Korhonen - Joakim Lagergren - Moritz Lampert - Craig Lee - Thomas Levet - Alexander Levy - Tom Lewis - José-Filipe Lima - Sam Little - Chris Lloyd - Gary Lockerbie - Michael Lorenzo-Vera - Jean-François Lucquin - Mikael Lundberg - Callum Macaulay | - Morten Ørum Madsen - Andrew Marshall - Pablo Martín Benavides - Andrew McArthur - Richard McEvoy - Ross McGowan - Damien McGrane - Francis McGuirk - Jamie McLeary - George Murray * - Tom Murray - Åke Nilsson - Matthew Nixon - Steven O'Hara - Chris Paisley - Ben Parker - John Parry - Andrea Pavan - Eddie Pepperell - Andrea Perrino - Terry Pilkadaris - Florian Praegant - Nicolo Quintarelli * - Raul Quiros - Nicolo Ravano - Victor Riu - Robert Rock - Raymond Russell - James Ruth - Lloyd Saltman - Ricardo Santos - Reinier Saxton - Martin Sell * - Anthony Snobeck - Matthew Southgate - Gary Stal - Graeme Storm - Andy Sullivan - Carl Suneson - Alessandro Tadini - Steven Tiley | - Jason Timmis * - Mark Tullo - Peter Uihlein - Tjaart Van der Walt - Alvaro Velasco - Matteo Verardo - Simon Wakefield - Sam Walker - Justin Walters - Peter Whiteford - Oliver Wilson - Matthew Zions Voormalige winnaars - Estanislao Goya (2009) - Alastair Forsyth (2008) - Daniel Vancsik (2007) - Robert-Jan Derksen (2006) - Bradley Dredge (2003) - Niclas Fasth (2000) - Jarmo Sandelin (1996) Invitaties - Dara Ford (homepro) - Tyrrell Hatton - Federico Colombo - Pablo Martin Benavides - Matteo Verardo - Kenneth Ferrie - Maarten Lafeber - Santiago Luna Nationale rangorde - Antonio Rosado - Nuno Henriques - Tiago Cruz - Hugo Santos Amateurs - Robbie Busher - Gonçalo Pinto - João Carlota |

* = rookie